# Herpetogramma magna
Herpetogramma magna là một loài bướm đêm trong họ Crambidae.